# Hipposideros thomensis
Hipposideros thomensis — є одним з видів кажанів родини Hipposideridae.

## Поширення
Країни поширення: Сан-Томе і Принсіпі. Цей вид зустрічається в низинних вологих тропічних лісах (як первинних, так і вторинних), і його можна спостерігати в змінених місцях проживання, таких як плантації. Лаштує сідала в печерах, трубах та аналогічних структур групами до 100 особин.

## Загрози та охорона
Здається, немає серйозних загроз для цього виду. Здається, не був зареєстрований в охоронних територіях.